# Nyctiophylax kadowakii
Nyctiophylax kadowakii är en nattsländeart som först beskrevs av Kobayashi 1987.  Nyctiophylax kadowakii ingår i släktet Nyctiophylax och familjen fångstnätnattsländor. Inga underarter finns listade i Catalogue of Life.